# 迪特尔·布劳恩
迪特尔·布劳恩（1970年8月19日—）是一位德国生物物理学家，就读于乌尔姆大学和慕尼黑工业大学，1997年至2000年于马克斯·普朗克生物物理研究所攻读博士学位，2000年至2003年于洛克菲勒大學进行博士后研究，后进入慕尼黑大学任教，2011年获奥托·克隆·韦伯银行奖。